# Kundtidning
En kundtidning är en tidning som ett företag ger ut till sina kunder: samtliga kunder eller de som finns inom ett specifikt segment, enbart befintliga kunder eller också potentiella kunder, så kallade prospekt. 
Vanliga syften med en kundtidning är att utgivarföretaget vill stärka sitt varumärke, öka kundernas lojalitet och uppmuntra merförsäljning. Branschföreningen Sveriges Uppdragspublicister samlar byråer som producerar kundtidningar, personaltidningar, medlemstidningar, nyhetsbrev med mera.
Under dagstidningskrisen på 2010-talet framhölls kundtidningen som en lönsammare karriärväg för journalister. Kund- och personaltidningsbranschen i Sverige uppskattas omsätta 5 miljarder kronor (2012) och domineras av förlagen OTW och Spoon. Guldbladet är en branschtävling för kundtidningar, som 2012 satte rekord med 381 tävlingsbidrag.
Svenska förlag som gör kundtidningar (förlagskoncern)
- Appelberg (Stampen)
- Bee
- Content Innovation
- Chiffer AB
- JG Communication (Edita)
- Minimedia (Schibsted)
- Nordiska Tidningsbolaget (Håkan Lövström)
- OTW (Stampen)
- Redaktörerna (MTG)
- Roxx Communication Group AB
- Spoon (Bonnier)
- Åkesson & Curry (Bengt Åkesson)